# 에훗
에훗(히브리어: אֵהוּד בֶּן־גֵּרָא)은 모압 통치기에 이스라엘 민족들 가운데에서 세워진 판관이다. 왼손잡이이며, 베냐민 지파 출신으로 전해진다.

## 성경에서
판관기 3장 12절에서 30절까지의 내용이 에훗의 이야기를 다룬다. 에훗은 모압왕 에글론의 통치기의 사람이다. 조공을 바치러 모압으로 향했는데, 길이 한 큐빗 남짓 되는 쌍날 비수를 만들어 오른쪽 허벅지 옷 속에 차고 갔다. 이 때 칼을 오른 허벅지에 숨겼는데, 이는 왼손잡이인 까닭이다. 에훗이 왼손잡이라는 사실에 여러 학자들이 주목한다. 몸의 왼편은 당시 문화적으로 속임, 암흑 등의 개념과 결부되어있다. 따라서 왼손잡이는 고대 이스라엘 문화권에서 지도자의 그릇에 부합하는 자질이 아니었다.
에훗은 에글론을 만난 뒤 비밀스러운 전갈이 있다며 독대를 청한다. 에글론은 신하들을 물리치고 에훗의 전갈을 듣기 위해 홀로 남는다. 이 때 에글론은 '시원한 집 다락방(히브리어: בַּעֲלִיַּת הַמְּקֵרָה)'에 홀로 앉아있었다고 기록되어있는데, 바로 뒷 부분에서 신하들이 왕이 용변을 보고 있는 줄 알았다는 점과 연관하여 이 장소가 화장실을 나타내는 표현이라는 해석도 존재한다. 에훗은 "하느님의 전갈"을 가지고 왔다고 말한 뒤 칼로 왕의 배를 찌른다. 이 때 왕의 배를 나타내기 위해 사용된 히브리어(בְּבִטְנֽוֹ)는 여자의 자궁을 나타내는 표현으로도 사용된다. 22절은 한국어 번역본에서 에훗이 왕의 배를 찌르자 기름기가 엉겨붙었다고 번역했는데, 원문은 "진흙이 나왔다"(히브리어: וַיֵּצֵא הַֽפַּרְשְׁדֹֽנָה)로 이를 배설물로 간주하는 시각도 있다. 왕이 방에 머물렀다는 서술, 배를 표현하기 위해 자궁과 같은 단어가 사용된 것이 왕이 마치 여자와 같았다는 듯한 암시를 통해 그 격을 낮추기 위한 의도를 가지고 있다는 해석도 존재한다.
자루까지 박힌 칼을 내버려두고, 에훗은 방문을 잠근 채 걸어서 나왔다. 문을 잠그고 나왔기 때문에 에글론의 죽음이 발견된 것은 꽤 시간이 지난 후의 일이었다. 에훗은 에브라임 산지의 스이라로 몸을 옮겨서, 나팔을 불고 이스라엘 백성들을 모아 요르단강 나루를 점령하고 모압인 전사들을 만 명 이상 죽였다고 기록되었다. 에글론의 죽음 이후 평화는 80년간 지속되었다.

## 같이 보기
- 판관 (성경)
- 판관기